# Herbert Tasquil
Herbert Tasquil (* 23. Dezember 1923 als Herbert Weck in Wien; † 23. August 2008 ebenda) war ein österreichischer Maler, Grafiker und Kunsttheoretiker. Er wurde mit Arbeiten im öffentlichen Raum und als profilierter Hochschulprofessor bekannt.

## Jugend und Studium
Herbert Tasquil Weck kam als erster Sohn des Ingenieurs Leo Franz Weck in Wien zur Welt. Nach Absolvierung des Gymnasiums studierte Herbert Tasquil 1941–1945 an der Akademie der bildenden Künste Wien Malerei bei Herbert Boeckl.

## Laufbahn
Nach Abschluss des Studiums (akad. Grad Magister der Künste, Mag. art.) war Herbert Tasquil von 1945 bis 1952 als Assistent an der Meisterschule Herbert Boeckl verpflichtet. Danach war Tasquil freiberuflich künstlerisch tätig, unternahm Studienreisen und präsentierte Werke in diversen Ausstellungen sowohl in Wien als auch in den USA. 1961 wurde Herbert Tasquil im Rahmen eines Lehrauftrages an die damalige Akademie (ab 1970 Hochschule) für angewandte Kunst in Wien (seit 1998 Universität) bestellt, den er bis 1975 innehatte. Bereits 1964 wurde ihm an dieser Institution zusätzlich die Leitung einer Grundstudium-Klasse übertragen. 1969 wurde Tasquil zum Außerordentlichen Hochschulprofessor ernannt und 1971 zum Leiter der Meisterklasse für Gestaltungslehre – Bildnerische Erziehung/Lehramt bestellt. 1973 erfolgte seine Ernennung zum Ordentlichen Hochschulprofessor. Herbert Tasquil bekleidete weiters an der „Angewandten“ wiederholt akademische Funktionen (Abteilungsleiter, Präses von Prüfungskommissionen u. Ä.). Bis 1988 zeigte Tasquil in Österreich und Italien mehrfach Werke in Einzel- oder Gruppenausstellungen. Seine Emeritierung erfolgte zum Ende des Sommersemesters 1994.

## Werke im öffentlichen Raum

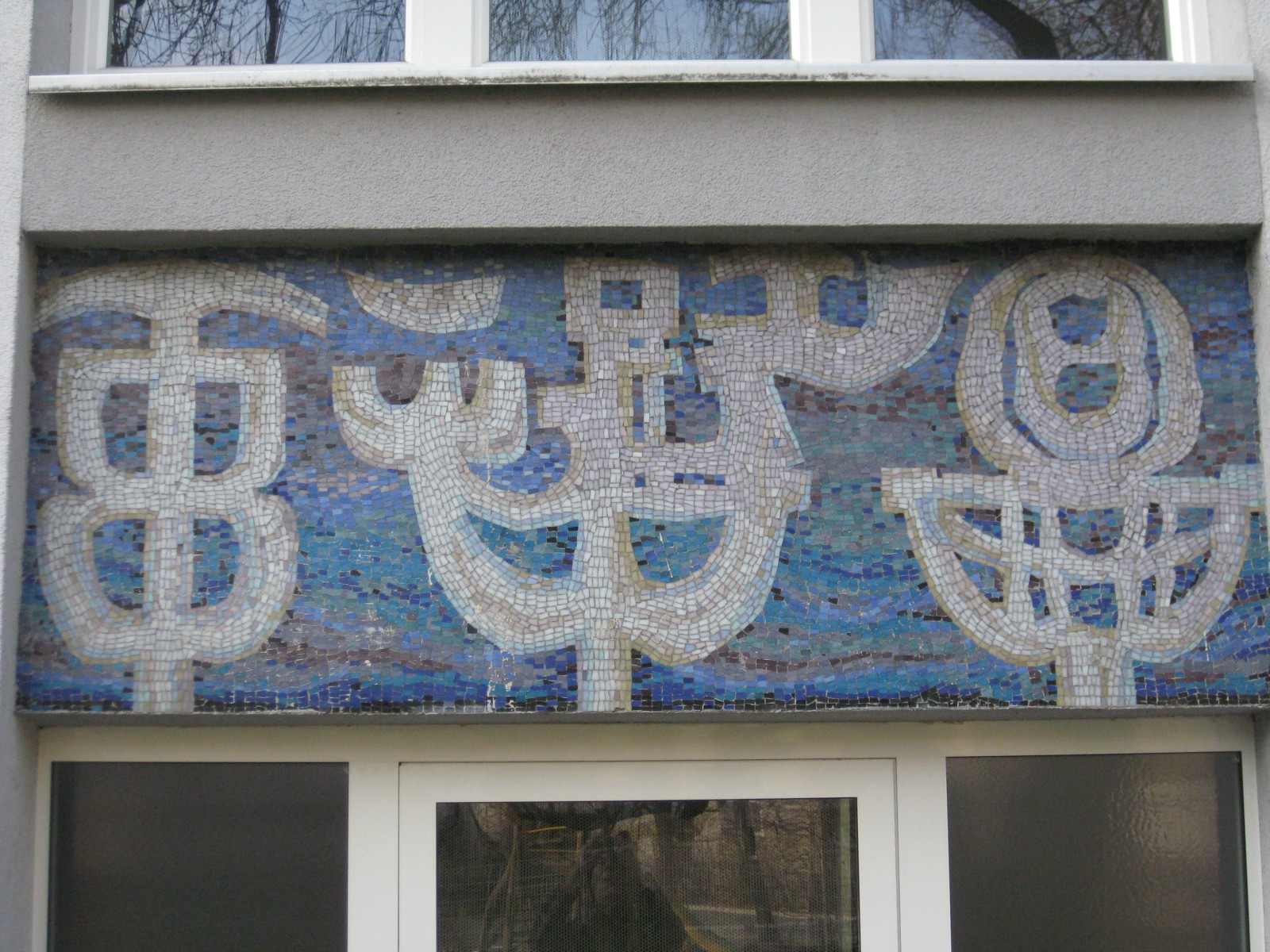
Hauszeichenmosaik Josef Baldermann-Hof, Pasettistraße

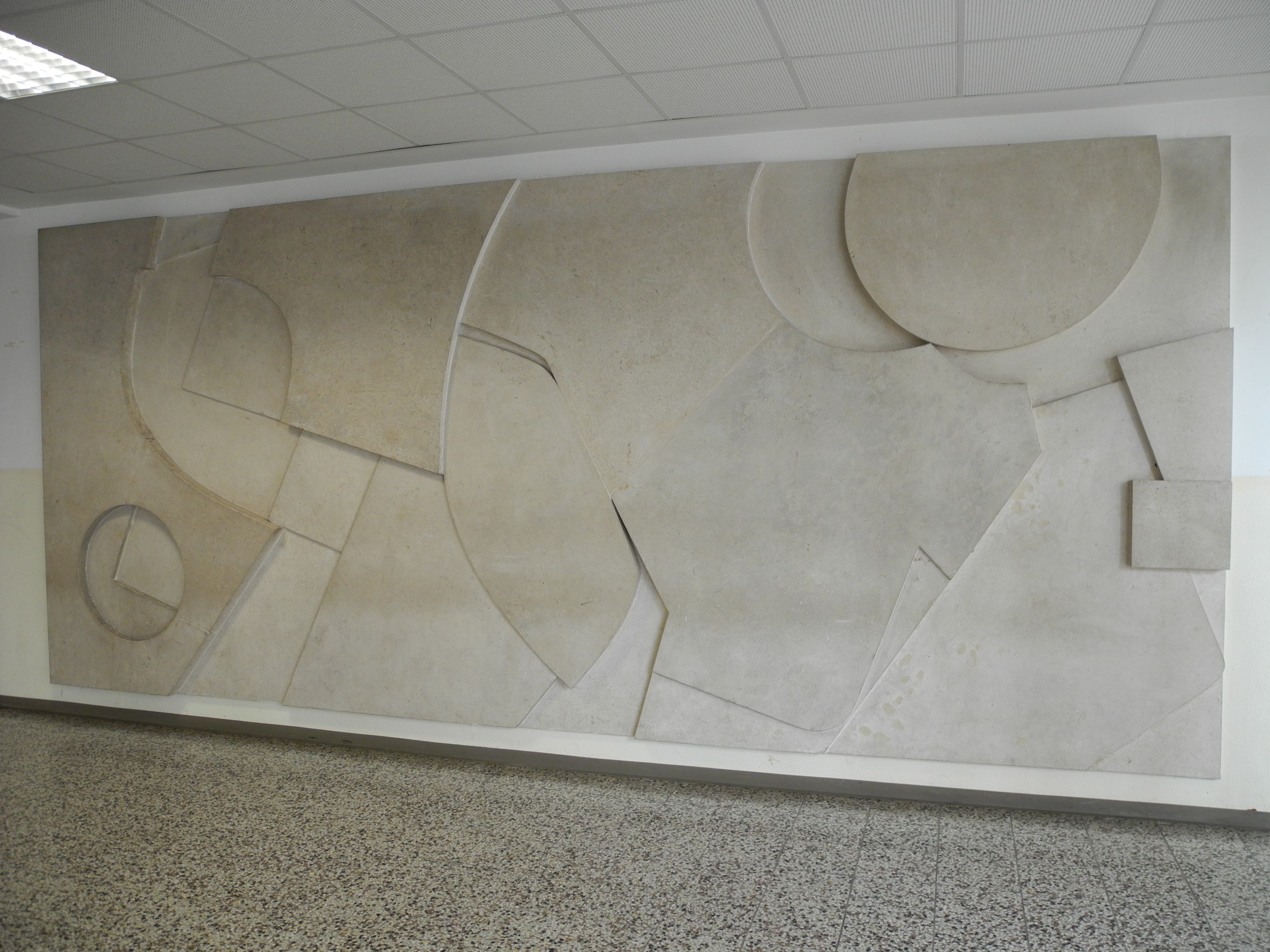
Natursteinrelief in der Polytechnischen Schule Wien 22

Zu den von Tasquil erstellten Werken im öffentlichen Raum gehören:
- Vier großformatige konstruktivistische Wandmalereien in Sekkotechnik (jeweils 15 m²), 1956 (Volksschule Czerninplatz, 1020 Wien, von denen 2010 drei restauriert und ein zerstörtes, nach einer Vorlage von Franz Vana, einem Absolventen der Meisterklasse Tasquil, rekonstruiert wurden).
- Mosaikfriese z. B. für den Josef Baldermann-Hof, Pasettistraße 9-21, 1200 Wien, 1960.
- Tafelbild 1961 (Zentralsparkasse),
- Keramische Wand 1964.
- Steinschnittrelief 1969, Polytechnische Schule 1220 Wien.
- Glasfenster, Stadthalle Klosterneuburg, 1969.
- Kirchenfenster für Grignano-Miramare/Triest, Wandbehang 1987 (Hochschule für angewandte Kunst in Wien).

## Auszeichnungen
2003 wurde Herbert Tasquil die Ehrenmitgliedschaft der Universität für angewandte Kunst Wien verliehen.

## Privates und Familie
Herbert Tasquils jüngerer Bruder ist der österreichische Bühnen- und Filmschauspieler Peter Weck (* 1930), der auch als Regisseur, Theaterproduzent und Theaterintendant tätig war.